# Il Conto di Corciano e di Perugia

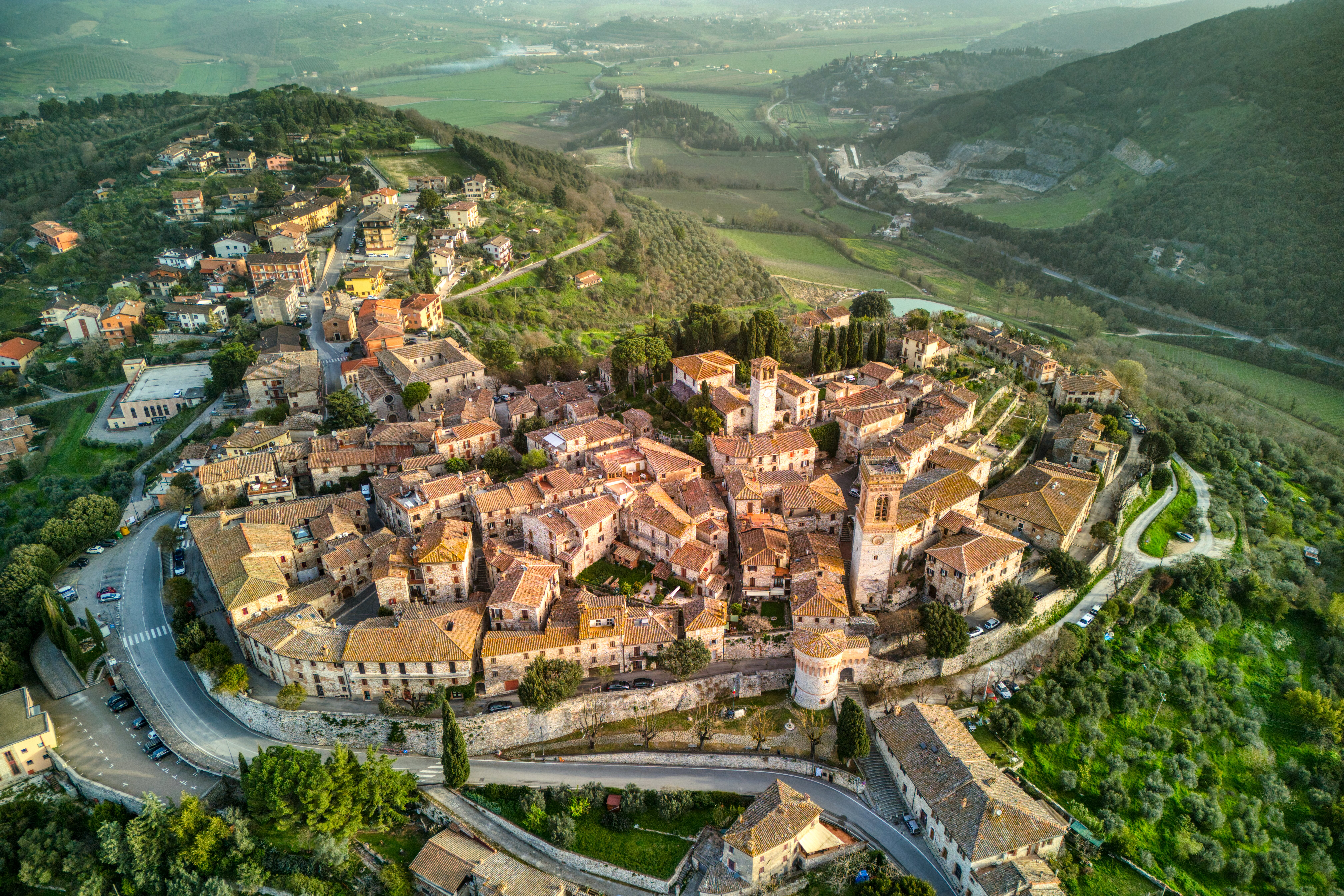
Corciano

Il Conto di Corciano e di Perugia è una leggenda cavalleresca, di autore ignoto del XIV secolo, il cui testo manoscritto è contenuto nel Codice Vaticano Latino 4834.
Il racconto si basa sulla leggenda della fondazione di Perugia narrata nel poema latino Eulistea, scritto da Bonifacio da Verona intorno al 1293 per incarico del Comune perugino.

## Il racconto
Dopo la distruzione di Troia, Euliste (trasformazione medievale del nome del condottiero etrusco Auleste, ulteriormente resa come Ulisse), insieme al fratello Ocno e ad uno stuolo di seguaci, giunse in Italia. Risalito il fiume Tevere si fermò in un luogo detto Colle Landone, sul quale fondò Perugia. Tra i nobili troiani che si erano uniti a lui c'erano Coragino, due suoi fratelli e la moglie Solina.
Parlando della sua città, un giorno, Euliste/Ulisse affermò di averla costruita per sé e la propria famiglia e non per altri. Compresa l'allusione, il coraggioso Coragino radunò i suoi e decise di trasferirsi altrove. Poco distante da Perugia trovarono un colle ricco di acqua, selvaggina e vegetazione. La leggenda continua narrando la fondazione di Corciano, la divisione di Monte Malbe fra Corciano e Perugia, l'incontro dei Troiani con il Conte del Lago che si adopera per la riappacificazione tra Coragino e Euliste/Ulisse e altri piccoli fatti. Si conclude poi con il matrimonio fra Candida, figlia di Coragino, e Novizio, figlio del Conte del Lago. Dai due nasce Cornaletto, che fu l'ultimo della sua stirpe e che si imbatterà, anche, nel paladino Orlando.

### Cornaletto
Cornaletto era il giovane signore di Corciano, ultimo discendente della stirpe di Coragino. Come ogni giovane, sognava di incontrare e di battersi con uno dei leggendari Cavalieri di Carlo di Francia. Andando un giorno a cavallo per la campagna intorno al castello, gli capitò di imbattersi nel paladino Orlando che stava dirigendosi verso Perugia. Cornaletto, non conoscendolo, gli chiese chi fosse e dove stesse andando. Orlando rispose soltanto di essere un cavaliere francese e dichiarò di volersi recare nella città. Cornaletto lo sfidò a duello, ma era disarmato; Orlando, accettando la sfida, disse che lo avrebbe atteso mentre si recava a prendere le armi. Pose, però, una condizione: se avesse vinto, Cornaletto si sarebbe convertito alla religione cristiana e si sarebbe fatto battezzare. Naturalmente il "grande" Orlando non poteva non vincere e, al termine del duello, battezzò Cornaletto e, come premio per il suo coraggio, lo fece Cavaliere. Secondo il Conto, quindi, con l'incontro di Orlando e Cornaletto, ebbe inizio la storia religiosa e civile di Corciano.

## Dietro la leggenda
Nella rivalità fra Coragino, fondatore e signore di Corciano, e Euliste/Ulisse, fondatore e signore di Perugia, si intravede la protesta di alcune famiglie perugine di antica nobiltà contro lo strapotere della borghesia trecentesca (celata dietro la scaltra figura di Ulisse, assimilata all'Ulisse omerico sebbene questo fosse acheo e l'altro troiano) che si adoperava nel favorire lo sviluppo dell'economia cittadina a svantaggio di quella del contado, preziosa fonte di benessere dell'antica aristocrazia, simboleggiata dalle figure di Coragino e della sua famiglia.